# ピエール・キノン
ピエール・キノン（Pierre Quinon、1962年2月20日 - 2011年8月17日）は、フランスの陸上競技選手。

## 人物
1962年、リヨンで生まれる。
1984年ロサンゼルスオリンピック棒高跳の金メダリストである。
キノンは1983年8月28日に5.82mの世界新記録を樹立した。しかし9月1日に同じフランスのティエリ・ビネロンに破られている。
2011年8月17日、フランス南部のイエールで、転落死した。49歳没。

## 自己ベスト
- 棒高跳 - 5.90m （1985年）